# Certaines femmes
 (mai 2018).
Si vous disposez d'ouvrages ou d'articles de référence ou si vous connaissez des sites web de qualité traitant du thème abordé ici, merci de compléter l'article en donnant les références utiles à sa vérifiabilité et en les liant à la section « Notes et références ».
Pour plus de détails, voir Fiche technique et Distribution.
Certaines femmes (Certain Women) est un film dramatique américain écrit et réalisé par Kelly Reichardt et sorti en 2016. Le scénario est adapté de trois nouvelles de Maile Meloy.

## Synopsis
La vie de quatre femmes dans la petite ville de Livingston dans le Montana : Laura Wells, une avocate, reçoit la visite d'un client dépressif ; Gina Lewis tente de convaincre un vieil homme de lui céder les pierres de son terrain pour qu'elle puisse construire sa maison ; Jamie, jeune femme solitaire et introvertie, travaille dans un ranch lorsqu'un soir elle rencontre Beth Travis, jeune avocate et professeure à ses heures perdues...

## Fiche technique
- Titre original : Certain Women
- Titre français : Certaines femmes
- Réalisation : Kelly Reichardt

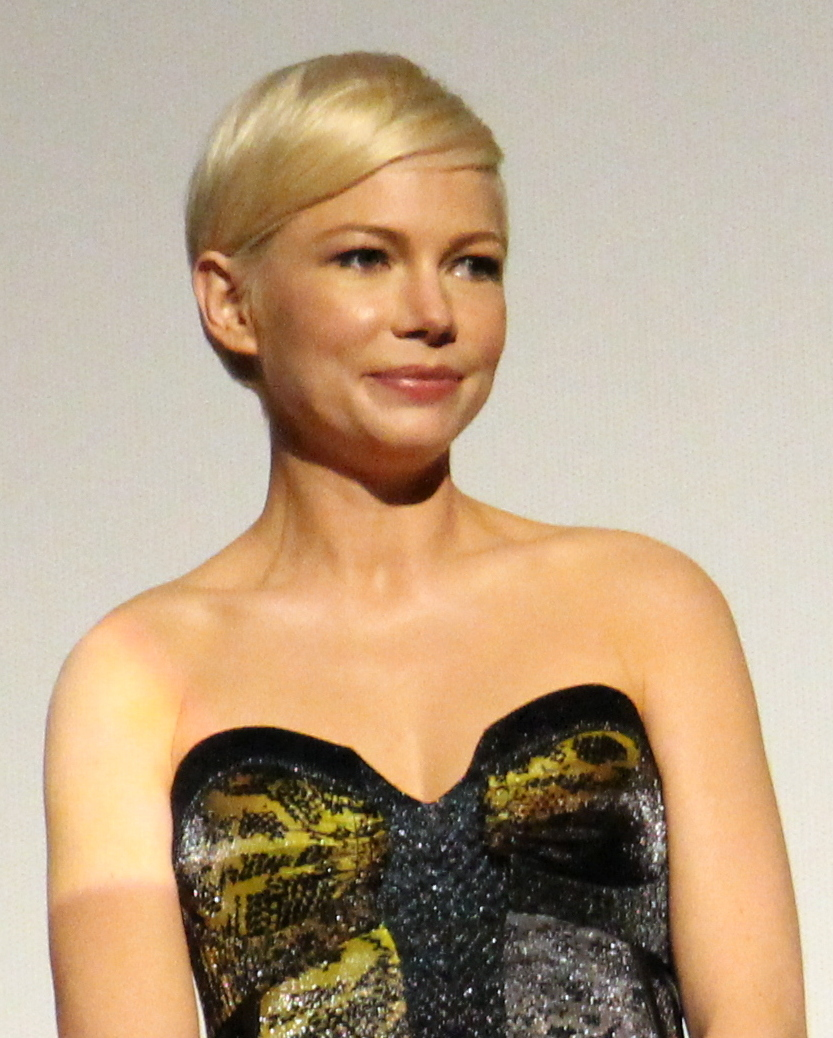
L'actrice Michelle Williams, l'année de sortie du film.

- Scénario : Kelly Reichardt d'après trois nouvelles de Maile Meloy
- Musique : Jeff Grace
- Direction artistique : Kat Uhlmansiek
- Costumes : April Napier
- Photographie : Christopher Blauvelt (en)
- Montage : Kelly Reichardt
- Pays de production :  États-Unis
- Langue originale : anglais
- Format : couleurs - 35 mm - 1,85:1 - Dolby Digital
- Genre : drame
- Durée : 107 minutes
- Dates de sortie :
  - États-Unis : 24 janvier 2016 (Festival du film de Sundance), 14 octobre 2016 (sortie nationale)
  - France : 22 février 2017

## Distribution
- Laura Dern (VF : Rafaele Moutier) : Laura Wells
- Michelle Williams : Gina Lewis
- Lily Gladstone : Jamie
- Kristen Stewart (VF : Noémie Orphelin) : Beth Travis
- Jared Harris : William Fuller
- James Le Gros : Ryan Lewis, le mari de Gina
- Rene Auberjonois : Albert
- Ashlie Atkinson (en) : Patty, la secrétaire de Laura
- John Getz : le shérif George Rowles
- James Jordan : Mac, le spécialiste des prises d'otages
- Matt McTighe (VF : Erwan Zamor) : l'officier Tommy Carroll
- Joshua T. Fonokalafi : Amituana
- Sara Rodier (VF : Zina Khakhoulia) : Guthrie Lewis, la fille de Gina et Ryan
- Edelen McWilliams : la femme de William Fuller
- Gabriel Clark : le remplaçant de Beth

## Sortie

### Accueil critique
En France, l'accueil critique est positif, : le site Allociné recense une moyenne des critiques presse de 4,1/5, et des critiques spectateurs à 3/5. Les Cahiers du cinéma le place troisième  de leur Top Ten 2017 (juste derrière Twin Peaks: The Return et Jeannette, l'enfance de Jeanne d'Arc).

## Distinctions
- Festival du film de Londres 2016 : Meilleur film
- New York Film Critics Circle Awards 2016 : Meilleure actrice dans un second rôle pour Michelle Williams